# Robertsonia propinqua
Robertsonia propinqua är en kräftdjursart som först beskrevs av T. Scott 1893.  Robertsonia propinqua ingår i släktet Robertsonia och familjen Diosaccidae. Inga underarter finns listade i Catalogue of Life.